# Saison 1968-1969 de l'ASM Oran
Pour un article plus général, voir ASM Oran.
Chronologie
Saison précédente Saison suivante
La saison 1968-1969 de l'ASM Oran est la 7e saison du club en première division du championnat d'Algérie depuis l'indépendance de l'Algérie. Les matchs se déroulent dans le championnat d'Algérie et en Coupe d'Algérie.

## Compétitions

### Championnat

#### Rencontres
Source
| Date                               | J           | Adversaire      | Lieu | Résultat | Buteurs pour l'asm oran    | Références |
| MATCHES ALLER                      |             |                 |      |          |                            |            |
| 22 septembre 1968                  | 2e journée  | r c kouba       | dom  | 0 - 3    | -                          |            |
| 29 septembre 1968                  | 3e journée  | m c saida       | ext  | 1 - 1    | Bendida 87e                |            |
| 6 octobre 1968                     | 4e journée  | n a hussein dey | dom  | 2 - 0    | Kechra 65e , Bessol 66e    |            |
| 13 octobre 1968                    | 5e journée  | e s setif       | ext  | 0 - 1    | -                          |            |
| 20 octobre 1968                    | 6e journée  | m c oran        | dom  | 0 - 0    | -                          |            |
| 27 octobre 1968                    | 7e journée  | c r belcourt    | ext  | 0 - 3    | -                          |            |
| 3 novembre 1968                    | 8e journée  | u s m bel abbés | dom  | 0 - 0    | -                          |            |
| 24 novembre 1968                   | 9e journée  | e s guelma      | ext  | 1 - 2    | Ben Mokhtar 16e            |            |
| 1er décembre 1968                  | 10e journée | j s djidjel     | ext  | 0 - 1    | -                          |            |
| 12 janvier 1969 * (match retard) * | 11e journée | m c alger       | dom  | 1 - 0    | Ben Mokhtar 70e            |            |
| MATCHS RETOUR                      |             |                 |      |          |                            |            |
| 19 janvier 1969                    | 12e journée | usmannba        | dom  | 1 - 0    | larbi 14.                  |            |
| 16 fevrier 1969                    | 13e journée | r c kouba       | ext  | 0 - 1    | /                          |            |
| 2 mars 1969                        | 14e journée | mc saida        | dom  | 1 - 0    | hasni 74.                  |            |
| 16 mars 1969                       | 15e journée | na hussein dey  | ext  | 0 - 2    | /                          |            |
| 30 mars 1969                       | 16e journée | es setif        | dom  | 2 - 1    | larbi 73 s pen. kechra 82. |            |
| 4 mai 1969                         | 17e journée | m c oran        | ext  | 0 - 1    | /                          |            |
| 18 mai 1969                        | 18e journée | cr belcourt     | dom  | 1 - 1    | larbi 77.                  |            |
| 25 mai 1969                        | 19e journée | usm bel abbés   | ext  | 0 - 2    | /                          |            |
| 1er juin 1969                      | 20e journée | es guelma       | dom  | 1 - 0    | bessol 70.                 |            |
| 15 juin 1969                       | 21e journée | j s djidjel     | dom  | 1 - 1    | belgot 26.                 |            |
| 22 juin 1969                       | 22e journée | m c alger       | ext  | 0 - 1    | /                          |            |

#### Classement final
Le classement est établi sur le barème de points suivant : une victoire vaut 3 points, un match nul 2 points et une défaite 1 point.
| Rang | Équipe         | Pts | J  | G  | N | P  | Bp | Bc | Diff |
| ---- | -------------- | --- | -- | -- | - | -- | -- | -- | ---- |
| 1    | CR Belcourt C  | 52  | 22 | 13 | 4 | 5  | 42 | 22 | +20  |
| 2    | MC Oran        | 50  | 22 | 12 | 4 | 6  | 35 | 16 | +19  |
| 3    | USM Bel-Abbès  | 47  | 22 | 10 | 5 | 7  | 23 | 18 | +5   |
| 4    | MC Alger P     | 46  | 22 | 11 | 2 | 9  | 28 | 24 | +4   |
| 5    | ES Guelma      | 44  | 22 | 10 | 2 | 10 | 31 | 35 | -4   |
| 6    | USM Annaba     | 43  | 22 | 10 | 2 | 10 | 37 | 37 | 0    |
| 7    | ES Sétif T     | 42  | 22 | 7  | 6 | 9  | 22 | 24 | -2   |
| 8    | RC Kouba       | 42  | 22 | 8  | 4 | 10 | 25 | 29 | -4   |
| 9    | NA Hussein Dey | 42  | 22 | 7  | 6 | 9  | 28 | 36 | -8   |
| 10   | JS Djidjelli P | 42  | 22 | 7  | 6 | 9  | 17 | 28 | -11  |
| 11   | ASM Oran       | 39  | 22 | 6  | 5 | 11 | 13 | 24 | -11  |
| 12   | MC Saïda       | 38  | 22 | 5  | 6 | 11 | 19 | 29 | -10  |

Résultat
- Qualifié pour la Coupe des clubs champions 1970

Relégation
- Relégation en Nationale II

Abréviations
T : Tenant du titre

C : Vainqueur de la Coupe d'Algérie 1968-1969

P : Promus de Nationale II

### Coupe d'Algérie

#### Rencontres
| Date             | Tour                       | Adversaire     | Stade (ville)            | Résultat | Buteurs pour l'ASMO |
| 15 décembre 1968 | Trente-deuxièmes de finale | Nadjah AC Oran | Stade 19 juin 1965- Oran | 2-1      | Bendida 18e         |

## Statistiques

### Meilleurs buteurs
- Larbi (3)
- Hasni (2)
- Kechra (2)
- Bessol (2)
- Bendida (1) + 1 en coupe
- Belmokhtar (2)
- Belgot (1)